# Воеводиха
Воеводиха — деревня в составе Ивановского сельского поселения Шарьинского района Костромской области России.

## История
Согласно Спискам населенных мест Российской империи в 1872 году деревня относилась к 2 стану Ветлужского уезда Костромской губернии. В ней числилось 5 дворов, проживало 22 мужчины и 22 женщины.
Согласно переписи населения 1897 года в деревне проживало 89 человек (37 мужчин и 52 женщины).
Согласно Списку населенных мест Костромской губернии в 1907 году деревня относилась к Рождественской волости Ветлужского уезда Костромской губернии. По сведениям волостного правления за 1907 год в деревне числилось 16 крестьянских дворов и 116 жителей. Основным занятием жителей деревни был лесной промысел.
До 2010 года деревня относилась к Майтихинскому сельскому поселению.

## Население
| 2008 | 2010 | 2014 |
| ---- | ---- | ---- |
| 3    | ↘0   | ↗2   |